# Henry Bean
Henry Bean (nascut el 3 d'agost de 1945) és un guionista, director de cinema, productor de cinema, novel·lista i actor nord-americà.
Més conegut com a guionista, Bean va escriure els guions d'Assumptes bruts, La cara bruta de la llei, Venus Rising, El creient, Basic Instinct 2 i Noise. Bean va dirigir El creient i Noise. També va actuar a El creient, i va ser productor de La cara bruta de la llei i Noise.

## Vida
Bean va néixer a Filadelfia, fill de Fahnya (née Schorr) i Donald Bean (advocat). Bean és jueu. Va rebre un BA de la Universitat Yale el 1967; i un MA de la Universitat Stanford el 1973.

## Carrera
La novel·la de Bean de 1983 False Match va guanyar el premi del PEN Center USA per "Primera Ficció".
El creient va ser guardonat amb el Gran Premi del Jurat dramàtic al Festival de Sundance de 2001; el Sant Jordi d'Or al 23è Festival Internacional de Cinema de Moscou; i Bean va ser nomenat "Director Emergent" als Gotham Independent Film Awards de 2001.
Bean va ser la inspiració per al protagonista de Noise. Estava tan cansat del soroll constant al seu voltant i a casa seva a la ciutat de Nova York que va decidir prendre la justícia per la seva mà. Si sonava una alarma del cotxe i el propietari del vehicle no rectificava la situació, en Bean entraria al cotxe per desactivar l'alarma del cotxe infractor. Finalment, Bean va ser arrestat i empresonat. Admet haver-ho fet unes quantes vegades més des de llavors.
Bean va ser coguionista de dos episodis de la segona temporada de The OA.

## Vida personal
Bean es va casar amb Nancy Eliason el 3 de gener de 1968; es van divorciar el 14 de febrer de 1970. Es va casar amb la guionista Leora Barish el 23 de març de 1980.

## Filmografia
| Any  | Títol                    | Director | Guionista | Productor | Notes                       |
| ---- | ------------------------ | -------- | --------- | --------- | --------------------------- |
| 1983 | Running Brave            | No       | Sí        | No        |                             |
| 1990 | Assumptes bruts          | No       | Sí        | No        |                             |
| 1992 | La cara bruta de la llei | No       | Sí        | Sí        |                             |
| 1995 | Venus Rising             | No       | Sí        | No        |                             |
| 2001 | El creient               | Sí       | Sí        | No        | Paper com a "Ilio Manzetti" |
| 2006 | Basic Instinct 2         | No       | Sí        | No        |                             |
| 2007 | Noise                    | Sí       | Sí        | Sí        |                             |